# حبلت
الحبلى (نوكد أب) هو فيلم كوميديا دراما إنتاج 2007 حقق الفيلم نجاحًا تجاريًّا ضخمًا؛ حيث تمكن من مضاعفة ميزانية الإنتاج التي بلغت 30 مليون دولار إلى إيرادات تخطت 219 مليون دولار، كما حصل على جائزتي "People's Choice Award" و"Teen Choice Award" لأحسن فيلم كوميدي في العام.

## قصة
أليسون سكوت امرأة ناجحة، تعمل في قناة تلفزيونية وتحقق نجاحات متتالية في مهنتها. وعندما تحصل على ترقية تقرر أن تحتفل مع شقيقتها بالذهاب إلى أحد النوادي الليلية. وهناك تتعرف أليسون إلى بين ستون (سيث روجن) الشاب غير الناضج الذي تتلخص حياته في تدخين المخدرات. تتلقى شقيقة أليسون مكالمة من زوجها تخبرها بأن ابنها مريض فتسرع في مغادرة المكان، وتترك أليسون مع بين. وبسبب الإفراط في الشراب تمارس أليسون الجنس مع بين ثم تتركه في الصباح وهي تنوي ألا تراه مجددًا باقي حياتها. لكن الأزمة تظهر بعد عدة أسابيع عندما تكتشف أليسون أنها قد حملت من بين في تلك الليلة، فتقرر أن تعيش معه؛ ليقوما معًا بتربية الطفل القادم، ولكن عليها أولاً أن تربي بين نفسه وتعلمه كيفية الاعتماد على نفسه ورعاية أسرته.

## بطولة
- سيث روجن
- كاثرين هيغل
- بول رود
- ليزلي مان
- جونا هيل
- يي ينشر
- جيسون سيغال
- مارتن ستار

## وصلات خارجية
- حبلت على موقع IMDb (الإنجليزية)
- حبلت على موقع ميتاكريتيك (الإنجليزية)
- حبلت على موقع الموسوعة البريطانية (الإنجليزية)
- حبلت على موقع روتن توميتوز (الإنجليزية)
- حبلت على موقع نتفليكس (الإنجليزية)
- حبلت على موقع قاعدة بيانات الأفلام العربية
- حبلت على موقع ألو سيني (الفرنسية)
- حبلت على موقع Turner Classic Movies (الإنجليزية)
- حبلت على موقع أول موفي (الإنجليزية)
- حبلت على موقع بوكس أوفيس موجو (الإنجليزية)

1. ↑  "معلومات عن حبلت على موقع moviemeter.nl". moviemeter.nl. مؤرشف من الأصل في 2019-08-30.
2. ↑  "معلومات عن حبلت على موقع metacritic.com". metacritic.com. مؤرشف من الأصل في 2019-02-17.
3. ↑  "معلومات عن حبلت على موقع filmweb.pl". filmweb.pl. مؤرشف من الأصل في 2019-08-30.